# 闽浙圣蕨
闽浙圣蕨（学名：Dictyocline mingchengensis），为金星蕨科圣蕨属下的一个植物种。